# AEGIS (Afrique)
Pour les articles homonymes, voir AEGIS.

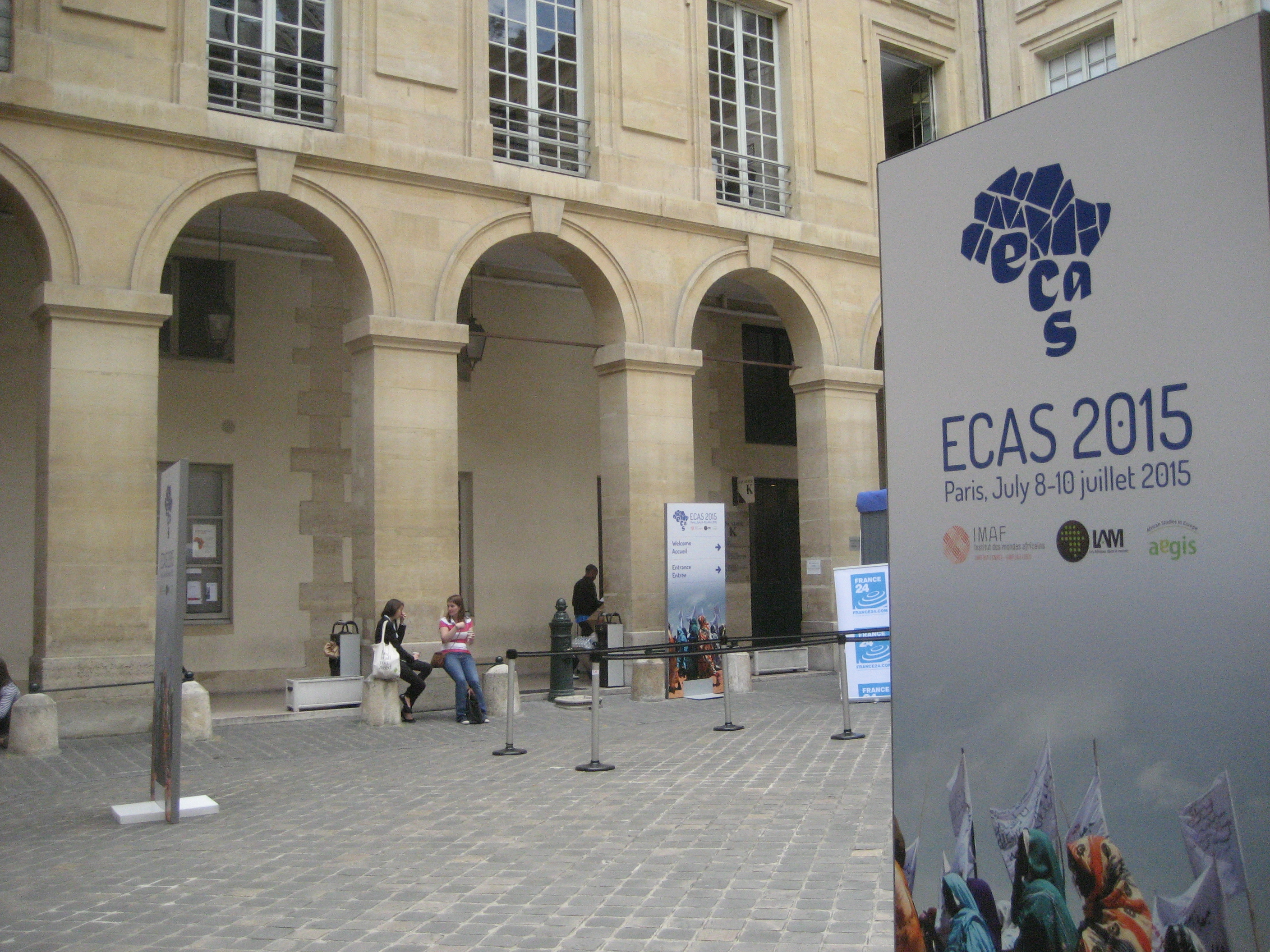
Conference ECAS 2015 (Paris)

L'AEGIS (Africa-Europe Group for Interdisciplinary Studies) est un réseau de recherche européen pluridisciplinaire qui rassemble des institutions travaillant sur l'Afrique.
Ses objectifs sont de partager, diffuser et développer les connaissances et les recherches interdisciplinaires sur l'Afrique, impulser de nouveaux thèmes de recherche, aider aux échanges d'étudiants et de chercheurs entre les institutions académiques européennes.
AEGIS est fondée en 1991 par les centres d'études africaines de Bayreuth, Bordeaux, Leyde, Londres et Uppsala. Le réseau de recherche est la résultante d'un collectif informel d'organisations et de groupes d'études africaines connexes. L'AEGIS dépose ses statuts en 1998. La même année, le réseau de recherche élit son premier comité exécutif, composé de Patrick Chabal (Londres, président), Gerti Hesseling (Leyde) et Franz-Wilhelm Heimer (Lisbonne). Au cours d'une décennie, il se développe en un réseau qui comprend des centres de plusieurs pays européens[source insuffisante].

## Conférences d'études africaines

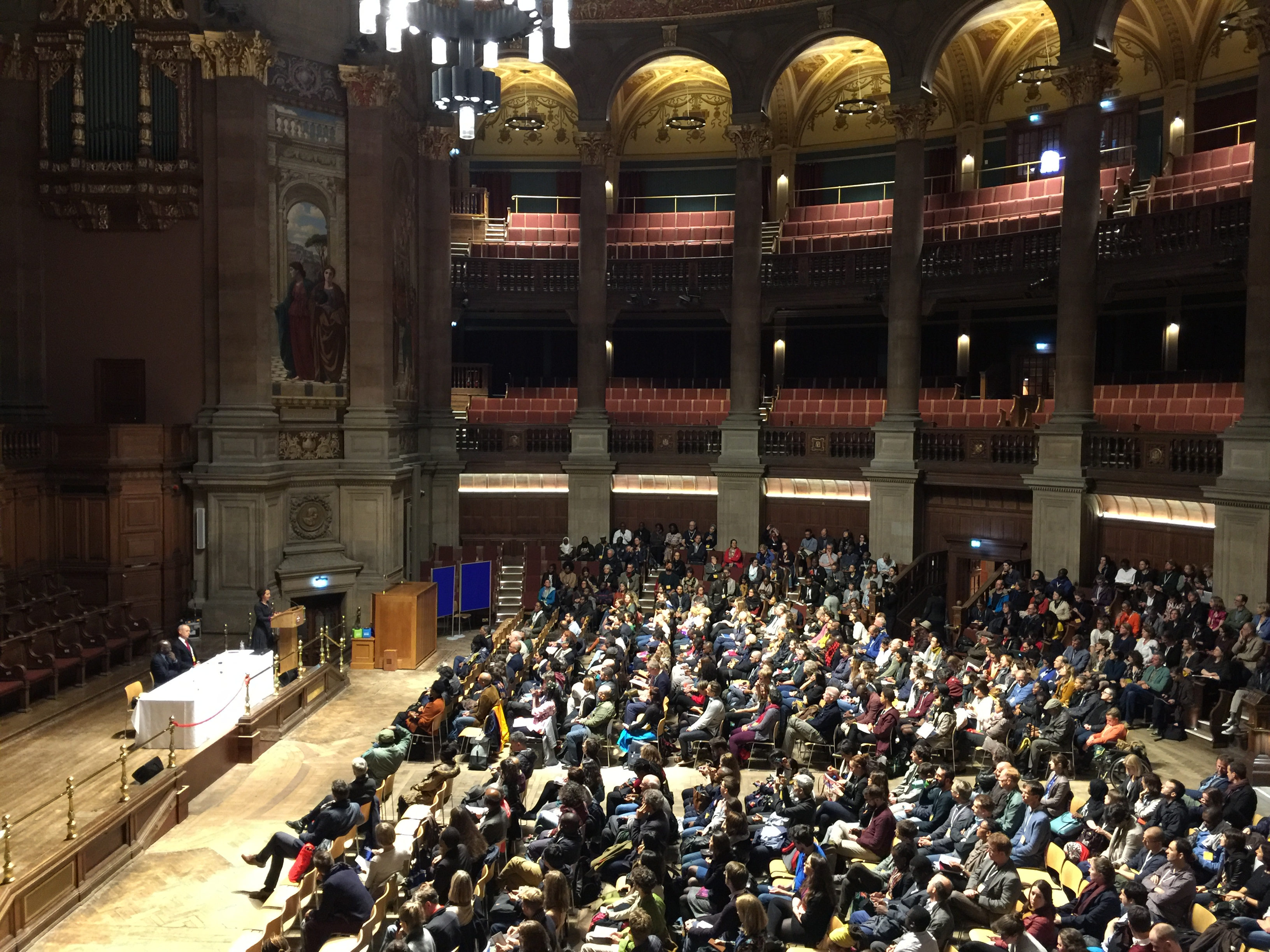
ECAS 2019, Édimbourg.

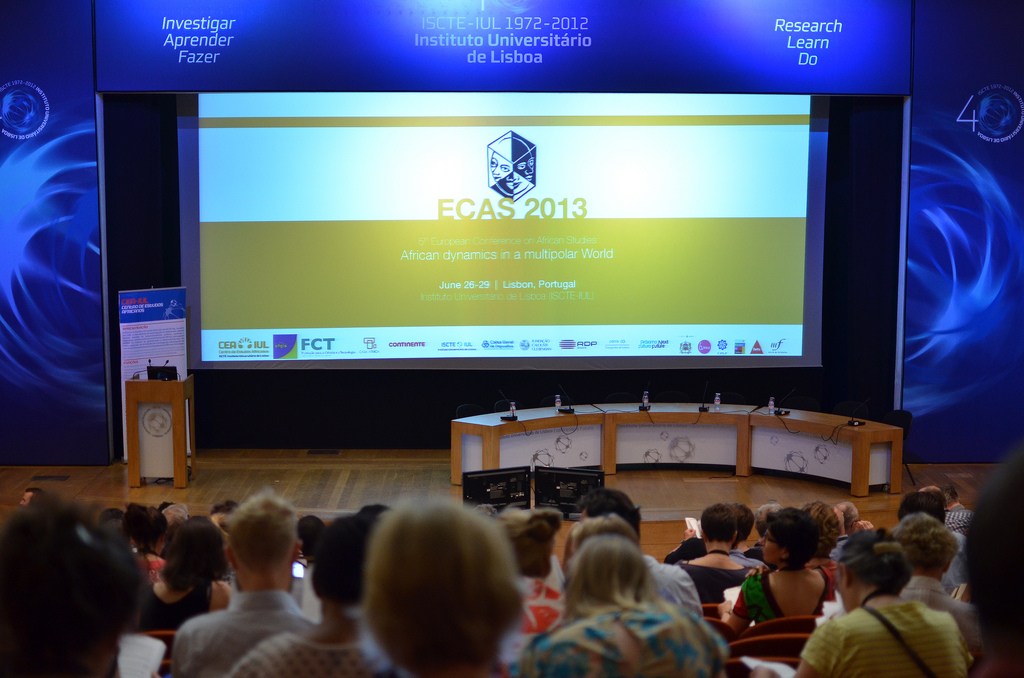
ECAS 2013 (Lisbonne).

L'AEGIS organise des conférences biannuelles (European Conference on African Studies - ECAS) :
- 2005 : School of Oriental and African Studies (SOAS), Londres (Royaume-Uni) ;
- 2007 : Afrika-Studiecentrum Leiden (ASCL, Centre d'études africaines à Leyde aux Pays-Bas) ;
- 2009 : Université de Leipzig (Allemagne) ;
- 2011 : Nordic Africa Institute, Uppsala (Suède) ;
- 2013 : Centro de estudos africanos, Lisbonne (Portugal) ;
- 2015 : Institut des mondes africains (IMAF) et Les Afriques dans le monde (LAM), Paris (France) ;
- 2017 : Centre for African Studies Basel, Swiss Society for African Studies, Bâle (Suisse) ;
- 2019 : Centre of African Studies, Édimbourg ;
- 2023 : Global South Studies Center (Université de Cologne).

En 2007, l'africaniste suédoise Ann Schlychter fait remarquer que l'AEGIS a été créé dans le but de collecter des financements de recherche auprès de l'Union européenne mais qu'elle a eu peu de succès dans ce domaine : son activité se réduit à l'organisation de séminaires et de contacts entre chercheurs.

## Institutions françaises membres
En France, les institutions membres étaient le Centre d'études des mondes africains (CEMAf), le Centre d'études africaines (Ceaf) de l'École des hautes études en sciences sociales (EHESS) et Les Afriques dans le Monde (LAM, ancien Centre d’études de l’Afrique noire-CEAN).
Depuis 2014, ce sont l'Institut des mondes africains (IMAF) et Les Afriques dans le Monde (LAM). Se sont ajoutés en 2017, le Centre d’études en sciences sociales sur les mondes africains, américains et asiatiques et l'Unité de recherche migrations et société (URMIS).